# Korps z.b.V. Cramer
Het Korps z.b.V. Cramer (Duits: Generalkommando z.b.V. Cramer) was een Duits legerkorps van de Wehrmacht tijdens de Tweede Wereldoorlog, genoemd naar zijn commandant, Generalleutnant Hans Cramer. Het korps kwam in actie gedurende de defensieve gevechten tijdens het Sovjet Winteroffensief 1942/43. 

## Krijgsgeschiedenis

### Oprichting en inzet
Het Korps z.b.V. Cramer werd op 1 januari 1943 opgericht bij Heeresgruppe B.
Op 13 januari 1943 startten de Sovjets hun Ostrogozj-Rossosj-offensief, en dat raakte het 2e Hongaarse Leger en delen van het 8e Italiaanse Leger. De Hongaren kwamen meteen in moeilijkheden, en een aanvraag om hulp door het Korps z.b.V. Cramer werd afgewezen. In de volgende dagen kwam het korps toch in actie en vanaf 18 januari moest het ook beginnen zich terug te trekken. Tot eind januari was het korps een van de weinige eenheden die redelijk intact kon ontsnappen. De terugtocht voerde verder naar Belgorod en noordoostelijk langs Charkiv.
Het Korps z.b.V. Cramer werd op 10 februari 1943 ten oosten van Charkiv omgedoopt in Korps Raus. 

## Bovenliggende bevelslagen
| Leger                | Legergroep       | Plaats/regio | Begin          | Eind             |
| -------------------- | ---------------- | ------------ | -------------- | ---------------- |
| direct onder bevel   | Heeresgruppe B   | Don          | 1 januari 1943 | januari 1943     |
| Armee-Abteilung Lanz | Heeresgruppe Don | Charkiv      | februari       | 10 februari 1943 |

## Commandant
| Rang                                                 | Naam        | Begin          | Eind             |
| ---------------------------------------------------- | ----------- | -------------- | ---------------- |
| Generalmajor Generalleutnant (vanaf 22 januari 1943) | Hans Cramer | 1 januari 1943 | 10 februari 1943 |